# Adele dalainak listája

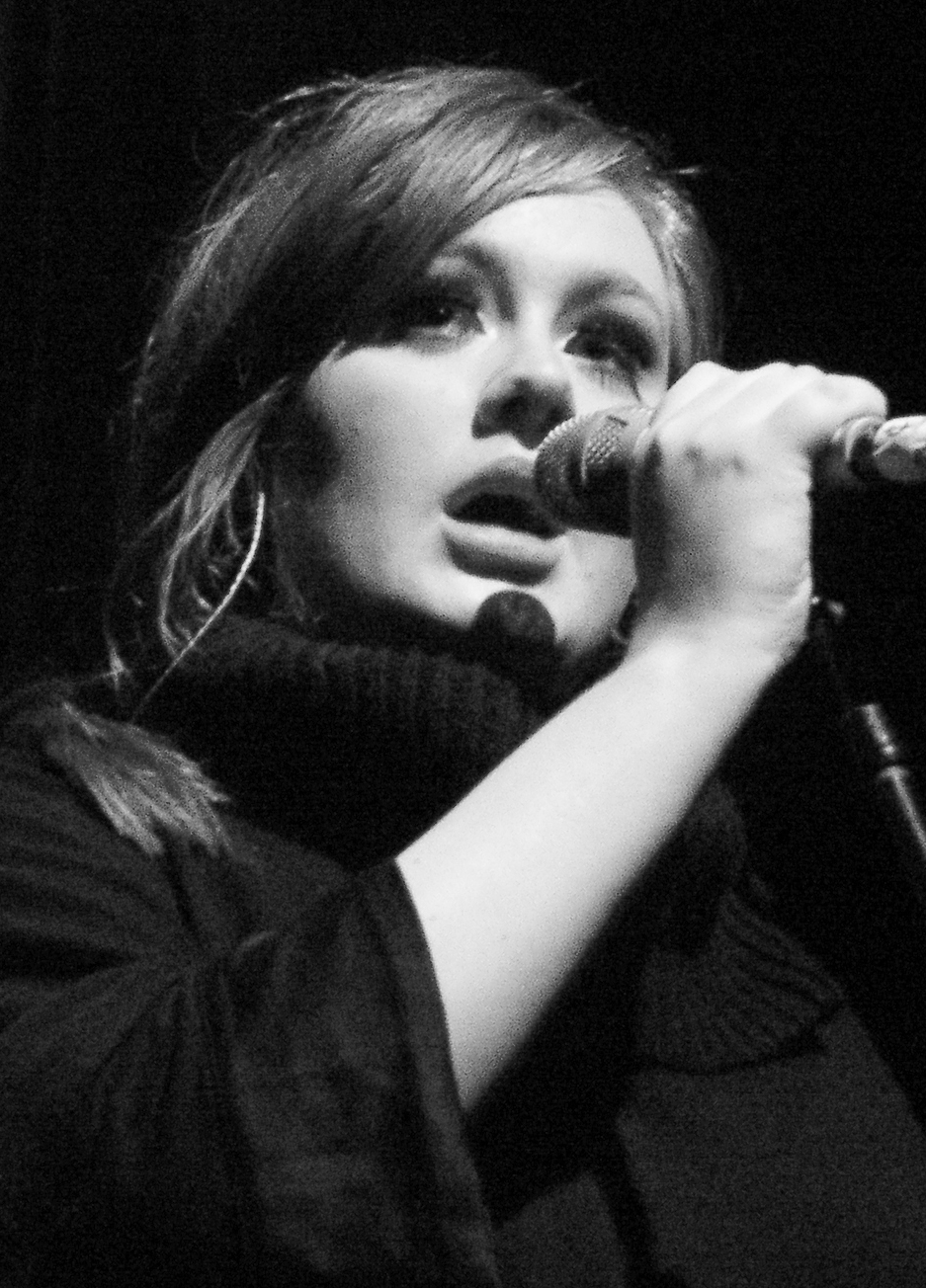
Adele számos dalt szerzett, melyek a 19, a 21, a 25 és a 30 című stúdióalbumain kaptak helyet

Adele angol énekes-dalszerző 2006 szeptemberében kötött szerződést az XL Recordings lemezkiadóval, majd elkezdett dolgozni debütáló stúdióalbumán, a 19-en, amely végül 2008-ban jelent meg. Az énekesnő ekkoriban Jack Peñate Matinée (2007) című debütáló stúdióalbumán, a My Yvonne című dalban vendégvokálozott. A 19-ről megjelent első kislemeze a Chasing Pavements volt, amelyet Adele Eg White-tal közösen írt. Két másik dalt is közösen írtak az albumra: Melt My Heart to Stone és Tired. Sacha Skarbekkel is együttműködött a Cold Shoulder című kislemezen, és felvették Bob Dylan Make You Feel My Love című dalának feldolgozását. A legtöbb dalt azonban kizárólag Adele írta Best for Last, Crazy for You, First Love és My Same címekkel, valamint debütáló kislemezét, a Hometown Glory-t is ő szerezte.
Adele közreműködött Peñate egy másik dalában, az Everything Is New című második stúdióalbumról származó Every Glance című dalban, valamint Daniel Merriweather 2009-ben megjelent Love & War című második stúdióalbumáról származó Water and a Flame című dalában. Adele 2011-ben adta ki második stúdióalbumát, a 21-et. Amellett, hogy az énekesnő újra összeállt azokkal az írókkal, akikkel korábban is dolgozott, több új szerzőkkel és producerekkel is együttműködött. Az album első kislemezdalát, a Rolling in the Deep-et Adele és Paul Epworth közösen írta. A lemez azóta nyolcszoros platina minősítést kapott az Amerikai Hanglemezgyártók Szövetsége (RIAA) által, és két díjat nyert az 54. Grammy-díjátadón: Az év felvétele és Az év dala. Adele és Epworth írta a He Won’t Go és az I’ll Be Waiting című dalokat is. Adele együttműködött Dan Wilsonnal az album második kislemezén, a Someone Like You-n. Fraser T Smith-szel közösen írta a Set Fire to the Rain-t, Ryan Tedderrel pedig a Rumour Has It és a Turning Tables című dalokat. Ezen kívül újra összeállt White-tal a Take It All című dalban. Adele 2012 októberében adta ki a Skyfall című dalt, amelyet Epworth-szel közösen írt az azonos című James Bond-filmhez. Harmadik albuma, a 25 2015-ben jelent meg. Adele az I Miss You és a Sweetest Devotion című dalokat Epworth-szel közösen írta, a Hello, a Million Years Ago és a Water Under the Bridge című dalokat pedig Greg Kurstinnel írta.
Adele 2021-ben jelentette be negyedik stúdióalbumát, a 30-at, amely 2021. november 19-én jelent meg. Az album megjelenését megelőzte az Easy on Me című kislemez, amelyet Greg Kurstinnel közösen írt.

## Dalok

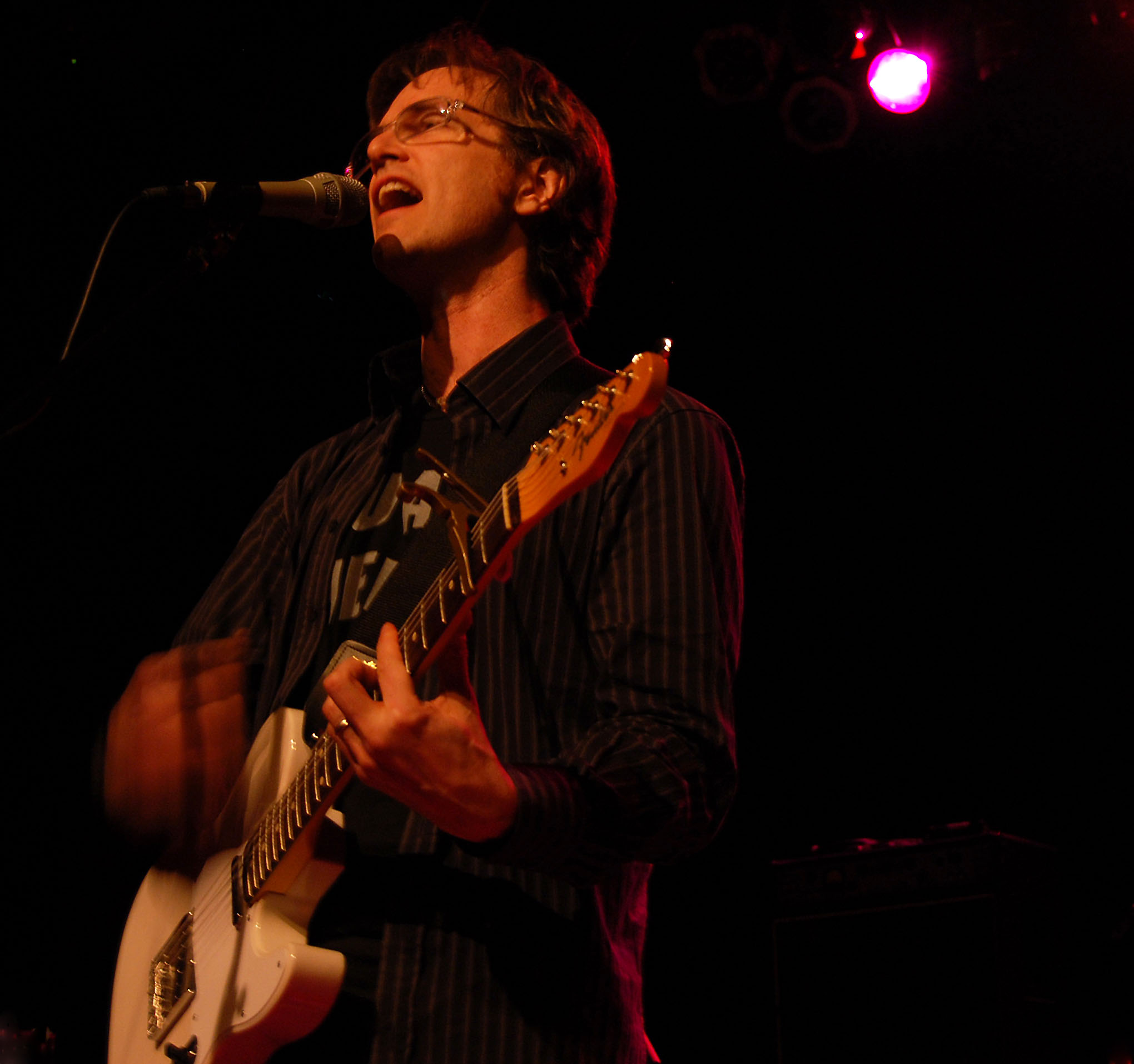
Dan Wilson Adele-lel közösen írta a Don’t You Remember, a One and Only és a Someone Like You című dalokat a 21 című második stúdióalbumához.

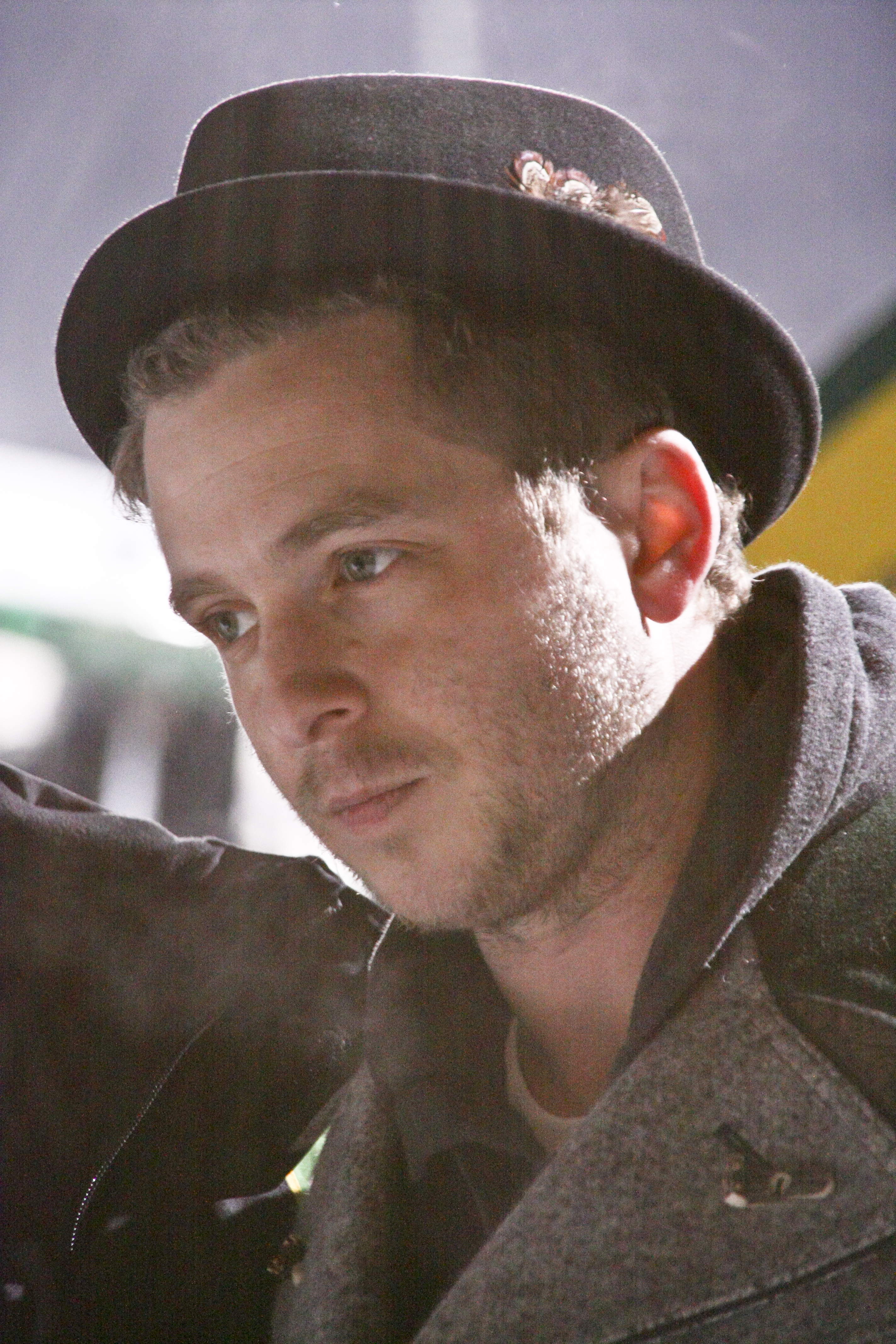
Ryan Tedder Adele-lel közösen írta a Rumour Has It és a Turning Tables című dalokat a 21, valamint a Remedy című dalt a 25 számára.

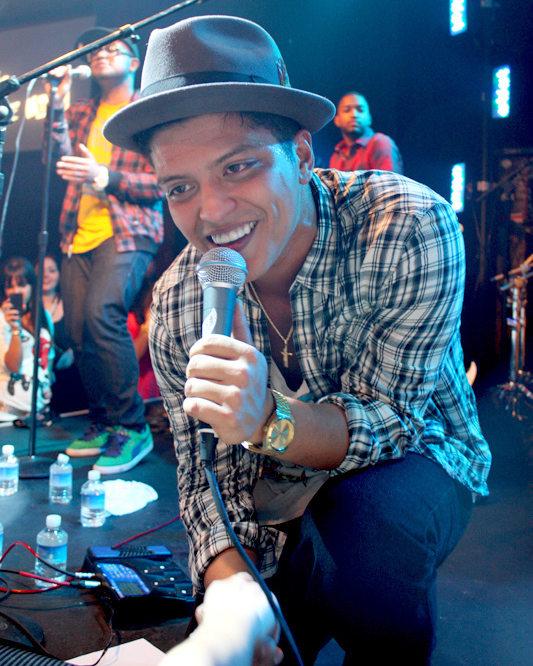
Bruno Mars társszerzője az All I Ask című dalnak

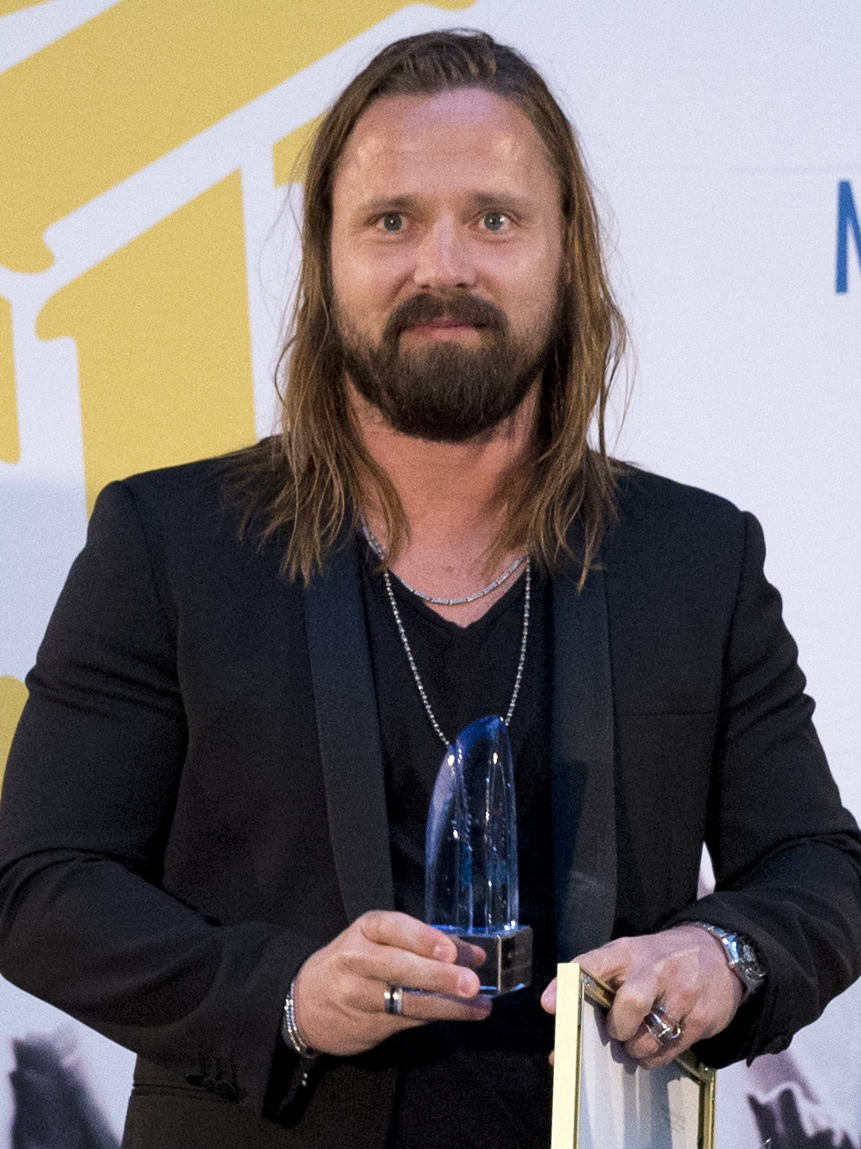
Max Martin társszerzője volt a Send My Love (To Your New Lover) című dalnak

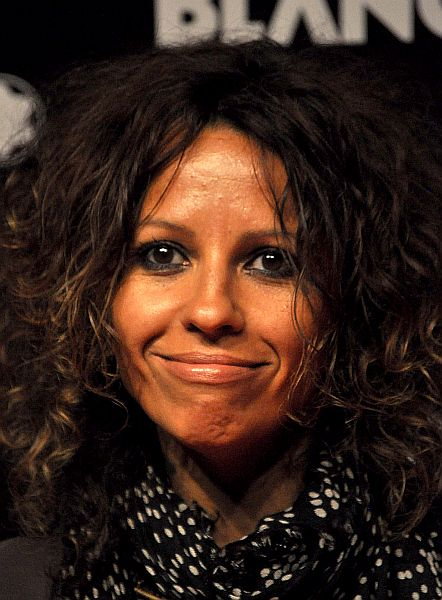
Linda Perry a Can’t Let Go című dal társszerzője

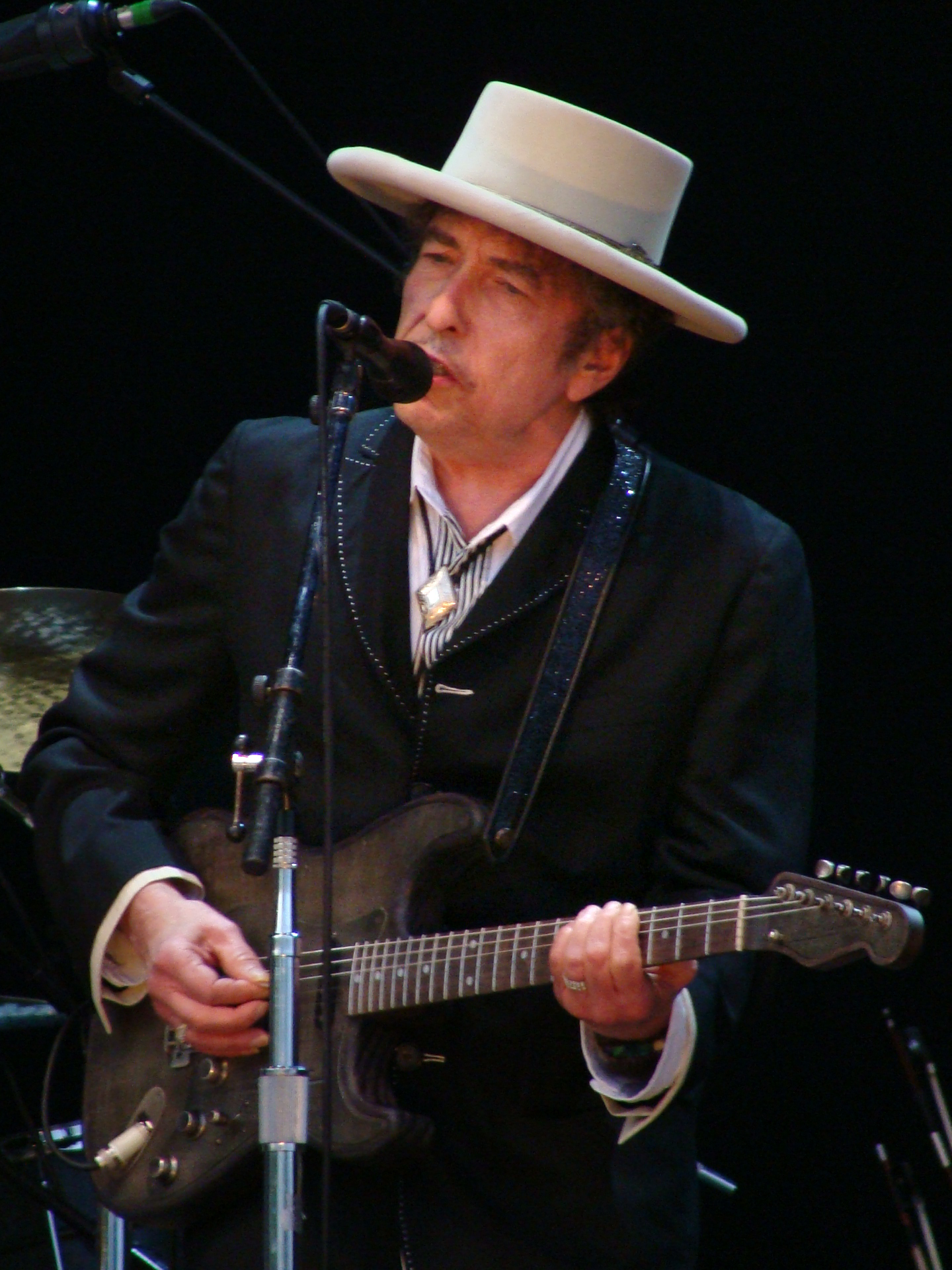
Adele feldolgozta Bob Dylan Make You Feel My Love című dalát

| ‡ | Kizárólag Adele által írt dalok       |
| # | Adele háttérvokálját tartalmazó dalok |

| Dal                                            | Előadó(k)                           | Dalszerző(k)                                                                        | Album                                         | Év   | For.   |
| ---------------------------------------------- | ----------------------------------- | ----------------------------------------------------------------------------------- | --------------------------------------------- | ---- | ------ |
| All I Ask                                      | Adele                               | Adele Adkins Bruno Mars Philip Lawrence Christopher "Brody" Brown                   | 25                                            | 2015 | [ 11 ] |
| All Night Parking                              | Adele Erroll Garner                 | Adele Adkins Erroll Garner                                                          | 30                                            | 2021 | [ 12 ] |
| Be Divine                                      | Ricsta featuring Adele              | Ricsta                                                                              | Nem jelent meg albumon                        | 2006 | [ 13 ] |
| Best for Last                                  | Adele                               | Adele Adkins ‡                                                                      | 19                                            | 2008 | [ 3 ]  |
| Can I Get It                                   | Adele                               | Adele Adkins Max Martin Karl Johan Schuster                                         | 30                                            | 2021 | [ 12 ] |
| Can’t Be Together                              | Adele                               | Adele Adkins Greg Kurstin                                                           | 30 Target deluxe kiadás                       | 2021 | [ 12 ] |
| Can’t Let Go                                   | Adele                               | Adele Adkins Linda Perry                                                            | 25 Target és Japán kiadás                     | 2015 | [ 11 ] |
| Chasing Pavements                              | Adele                               | Adele Adkins Eg White                                                               | 19                                            | 2008 | [ 3 ]  |
| Cold Shoulder                                  | Adele                               | Adele Adkins ‡                                                                      | 19                                            | 2008 | [ 3 ]  |
| Crazy for You                                  | Adele                               | Adele Adkins ‡                                                                      | 19                                            | 2008 | [ 3 ]  |
| Cry Your Heart Out                             | Adele                               | Adele Adkins Greg Kurstin                                                           | 30                                            | 2021 | [ 12 ] |
| Daydreamer                                     | Adele                               | Adele Adkins ‡                                                                      | 19                                            | 2008 | [ 3 ]  |
| Don’t You Remember                             | Adele                               | Adele Adkins Dan Wilson                                                             | 21                                            | 2011 | [ 7 ]  |
| Every Glance #                                 | Jack Peñate                         | Jack Peñate Paul Epworth                                                            | Everything Is New                             | 2009 | [ 4 ]  |
| Easy on Me                                     | Adele                               | Adele Adkins Greg Kurstin                                                           | 30                                            | 2021 | [ 14 ] |
| Easy on Me (feature version)                   | Adele featuring Chris Stapleton     | Adele Adkins Greg Kurstin                                                           | 30 Target deluxe kiadás                       | 2021 | [ 12 ] |
| First Love                                     | Adele                               | Adele Adkins ‡                                                                      | 19                                            | 2008 | [ 3 ]  |
| Fool That I Am (feldolgozás)                   | Adele                               | Floyd Hunt                                                                          | iTunes Live from SoHo                         | 2009 | [ 15 ] |
| He Won’t Go                                    | Adele                               | Adele Adkins Paul Epworth                                                           | 21                                            | 2011 | [ 7 ]  |
| Hello                                          | Adele                               | Adele Adkins Greg Kurstin                                                           | 25                                            | 2015 | [ 11 ] |
| Hiding My Heart (feldolgozás)                  | Adele                               | Tim Hanseroth                                                                       | 21 Limitált kiadás                            | 2011 | [ 7 ]  |
| Hold On                                        | Adele                               | Adele Adkins Dean Josiah Cover                                                      | 30                                            | 2021 | [ 12 ] |
| Hometown Glory                                 | Adele                               | Adele Adkins ‡                                                                      | 19                                            | 2008 | [ 3 ]  |
| I Can’t Make You Love Me (feldolgozás)         | Adele                               | Mike Reid Allen Shamblin                                                            | iTunes Festival: London 2011                  | 2011 | [ 16 ] |
| I Drink Wine                                   | Adele                               | Adele Adkins Greg Kurstin                                                           | 30                                            | 2021 | [ 12 ] |
| I Found a Boy                                  | Adele                               | Adele Adkins ‡                                                                      | 21 Japán kiadás                               | 2011 | [ 7 ]  |
| I Miss You                                     | Adele                               | Adele Adkins Paul Epworth                                                           | 25                                            | 2015 | [ 11 ] |
| I’ll Be Waiting                                | Adele                               | Adele Adkins Paul Epworth                                                           | 21                                            | 2011 | [ 7 ]  |
| If It Hadn’t Been For Love (feldolgozás)       | Adele                               | Chris Stapleton Michael Henderson                                                   | 21 Limitált kiadás                            | 2011 | [ 7 ]  |
| Lay Me Down                                    | Adele                               | Adele Adkins Tobias Jesso Jr.                                                       | 25 Target és Japán kiadás                     | 2015 | [ 11 ] |
| Love in the Dark                               | Adele                               | Adele Adkins Samuel Dixon                                                           | 25                                            | 2015 | [ 11 ] |
| Love Is a Game                                 | Adele                               | Adele Adkins Dean Josiah Cover                                                      | 30                                            | 2021 | [ 12 ] |
| Lovesong (feldolgozás)                         | Adele                               | Boris Williams Lol Tolhurst Porl Thompson Robert Smith Roger O'Donnell Simon Gallup | 21                                            | 2011 | [ 7 ]  |
| Make You Feel My Love (feldolgozás)            | Adele                               | Bob Dylan                                                                           | 19                                            | 2008 | [ 3 ]  |
| Many Shades of Black                           | The Raconteurs Adele                | Brendan Benson Jack White                                                           | Consolers of the Lonely és 19 bővített kiadás | 2008 | [ 17 ] |
| Melt My Heart to Stone                         | Adele                               | Adele Adkins Eg White                                                               | 19                                            | 2008 | [ 3 ]  |
| Million Years Ago                              | Adele                               | Adele Adkins Greg Kurstin                                                           | 25                                            | 2015 | [ 11 ] |
| My Little Love                                 | Adele                               | Adele Adkins Greg Kurstin                                                           | 30                                            | 2021 | [ 12 ] |
| My Same                                        | Adele                               | Adele Adkins ‡                                                                      | 19                                            | 2008 | [ 3 ]  |
| My Yvonne #                                    | Jack Peñate                         | Jack Peñate                                                                         | Matinée                                       | 2007 | [ 2 ]  |
| Need You Now (feldolgozás)                     | Adele featuring Darius Rucker       | Dave Haywood Charles Kelley Hillary Scott Josh Kear                                 | 21 Deluxe kiadás                              | 2011 | [ 7 ]  |
| Now and Then                                   | Adele                               | Adele Adkins ‡                                                                      | 19 Japán és Új-zélandi kiadás                 | 2008 | [ 3 ]  |
| Oh My God                                      | Adele                               | Adele Adkins Greg Kurstin                                                           | 30                                            | 2021 | [ 12 ] |
| One and Only                                   | Adele                               | Adele Adkins Dan Wilson Greg Wells                                                  | 21                                            | 2011 | [ 7 ]  |
| Painting Pictures                              | Adele                               | Adele Adkins ‡                                                                      | 19 Japán és Új-zélandi kiadás                 | 2008 | [ 3 ]  |
| Remedy                                         | Adele                               | Adele Adkins Ryan Tedder                                                            | 25                                            | 2015 | [ 11 ] |
| Right as Rain                                  | Adele                               | Adele Adkins Clay Holley Jeff Silverman Leon Michels Nick Movshon                   | 19                                            | 2008 | [ 3 ]  |
| River Lea                                      | Adele                               | Adele Adkins Brian Joseph Burton                                                    | 25                                            | 2015 | [ 11 ] |
| Rolling in the Deep                            | Adele                               | Adele Adkins Paul Epworth                                                           | 21                                            | 2010 | [ 7 ]  |
| Rumour Has It                                  | Adele                               | Adele Adkins Ryan Tedder                                                            | 21                                            | 2011 | [ 7 ]  |
| Send My Love (To Your New Lover)               | Adele                               | Adele Adkins Karl Johan Schuster Max Martin                                         | 25                                            | 2015 | [ 11 ] |
| Set Fire to the Rain                           | Adele                               | Adele Adkins Fraser T Smith                                                         | 21                                            | 2011 | [ 7 ]  |
| Skyfall                                        | Adele                               | Adele Adkins Paul Epworth                                                           | Nem jelent meg albumon                        | 2012 | [ 10 ] |
| Someone Like You                               | Adele                               | Adele Adkins Dan Wilson                                                             | 21                                            | 2011 | [ 7 ]  |
| Strangers by Nature                            | Adele                               | Adele Adkins Ludwig Göransson                                                       | 30                                            | 2021 | [ 12 ] |
| Sweetest Devotion                              | Adele                               | Adele Adkins Paul Epworth                                                           | 25                                            | 2015 | [ 11 ] |
| Take It All                                    | Adele                               | Adele Adkins Eg White                                                               | 21                                            | 2011 | [ 7 ]  |
| Tired                                          | Adele                               | Adele Adkins Eg White                                                               | 19                                            | 2008 | [ 3 ]  |
| That’s It, I Quit, I’m Moving On (feldolgozás) | Adele                               | Del Serino Roy Alfred                                                               | 19 Japán és Új-zélandi kiadás                 | 2008 | [ 3 ]  |
| To Be Loved                                    | Adele                               | Adele Adkins Tobias Jesso Jr.                                                       | 30                                            | 2021 | [ 12 ] |
| Turning Tables                                 | Adele                               | Adele Adkins Ryan Tedder                                                            | 21                                            | 2011 | [ 7 ]  |
| Water and a Flame                              | Daniel Merriweather featuring Adele | Daniel Merriweather                                                                 | Love & War                                    | 2009 | [ 5 ]  |
| Water Under the Bridge                         | Adele                               | Adele Adkins Greg Kurstin                                                           | 25                                            | 2015 | [ 11 ] |
| When We Were Young                             | Adele                               | Adele Adkins Tobias Jesso Jr.                                                       | 25                                            | 2015 | [ 11 ] |
| Why Do You Love Me                             | Adele                               | Adele Adkins Rick Nowels                                                            | 25 Target és Japán kiadás                     | 2015 | [ 11 ] |
| Wild Wild West                                 | Adele                               | Adele Adkins Ludwig Göransson                                                       | 30 Target deluxe kiadás                       | 2021 | [ 12 ] |
| Woman Like Me                                  | Adele                               | Adele Adkins Dean Josiah Cover                                                      | 30                                            | 2021 | [ 12 ] |

## Külső linkek
- Adele dalainak listája az AllMusic-on